# Kanton Saint-Saëns
Der Kanton Saint-Saëns war bis 2015 ein französischer Wahlkreis im Arrondissement Dieppe, im Département Seine-Maritime und in der Region Haute-Normandie; sein Hauptort war Saint-Saëns, Vertreter im Generalrat des Départements war zuletzt von 2001 bis 2015 Francis Sénécal (PS). 
Der Kanton Saint-Saëns war 156,88 km² groß und hatte (2006) 8.195 Einwohner, was einer Bevölkerungsdichte von 52 Einwohnern pro km² entsprach. Er lag im Mittel auf 164 Meter über dem Meeresspiegel, zwischen 90 m in Saint-Saëns und 236 m in Sommery. 

## Gemeinden
Der Kanton bestand aus 15 Gemeinden:
| Gemeinde                | Einwohner Jahr | Fläche km² | Bevölkerungsdichte | Code INSEE | Postleitzahl |
| ----------------------- | -------------- | ---------- | ------------------ | ---------- | ------------ |
| Bosc-Bérenger           | 177 (2013)     | –          | – Einw./km²        | 76119      | 76680        |
| Bosc-Mesnil             | 301 (2013)     | –          | – Einw./km²        | 76126      | 76680        |
| Bradiancourt            | 239 (2013)     | –          | – Einw./km²        | 76139      | 76680        |
| Critot                  | 503 (2013)     | –          | – Einw./km²        | 76200      | 76680        |
| Fontaine-en-Bray        | 169 (2013)     | –          | – Einw./km²        | 76269      | 76440        |
| Mathonville             | 309 (2013)     | –          | – Einw./km²        | 76416      | 76680        |
| Maucomble               | 400 (2013)     | –          | – Einw./km²        | 76417      | 76680        |
| Montérolier             | 578 (2013)     | –          | – Einw./km²        | 76445      | 76680        |
| Neufbosc                | 394 (2013)     | –          | – Einw./km²        | 76461      | 76680        |
| Rocquemont              | 816 (2013)     | –          | – Einw./km²        | 76532      | 76680        |
| Sainte-Geneviève        | 294 (2013)     | –          | – Einw./km²        | 76578      | 76440        |
| Saint-Martin-Osmonville | 1.164 (2013)   | –          | – Einw./km²        | 76621      | 76680        |
| Saint-Saëns             | 2.541 (2013)   | –          | – Einw./km²        | 76648      | 76680        |
| Sommery                 | 851 (2013)     | –          | – Einw./km²        | 76678      | 76440        |
| Ventes-Saint-Rémy       | 225 (2013)     | –          | – Einw./km²        | 76733      | 76680        |

## Bevölkerungsentwicklung
| 1962 | 1968 | 1975 | 1982 | 1990 | 1999 | 2006 |
| ---- | ---- | ---- | ---- | ---- | ---- | ---- |
| 6600 | 6840 | 6583 | 6464 | 6650 | 7514 | 8195 |